# Kanton Aime
Der Kanton Aime war von 1860 bis 2015 ein französischer Wahlkreis im Département Savoie. Er umfasste neun Gemeinden und hatte seinen Hauptort in Aime im Arrondissement Albertville. Die landesweiten Änderungen in der Zusammensetzung der Kantone brachten zum März 2015 seine Auflösung. Sein letzter Vertreter im conseil général des Départements war seit 1982 Auguste Picollet (DVD).

## Gemeinden
Der Kanton bestand aus neun Gemeinden:
| Gemeinde             | Einwohner Jahr | Fläche km² | Bevölkerungsdichte | Code INSEE | Postleitzahl |
| -------------------- | -------------- | ---------- | ------------------ | ---------- | ------------ |
| Aime-la-Plagne       | 4.395 (2013)   | 50,74      | 87 Einw./km²       | 73006      | 73210        |
| Bellentre            | 929 (2013)     | 23,94      | 39 Einw./km²       | 73038      | 73210        |
| La Côte-d’Aime       | 851 (2013)     | 26,26      | 32 Einw./km²       | 73093      | 73210        |
| Granier              | 359 (2013)     | 30,31      | 12 Einw./km²       | 73126      | 73210        |
| Landry               | 853 (2013)     | 10,62      | 80 Einw./km²       | 73142      | 73210        |
| La Plagne Tarentaise | 3.814 (2013)   | 37,86      | 101 Einw./km²      | 73150      | 73210        |
| Montgirod            | 470 (2013)     | 13,62      | 35 Einw./km²       | 73169      | 73210        |
| Peisey-Nancroix      | 655 (2013)     | 70,64      | 9 Einw./km²        | 73197      | 73210        |
| Valezan              | 233 (2013)     | 8,01       | 29 Einw./km²       | 73305      | 73210        |